# Inledande omgångar i Svenska cupen i fotboll 2015/2016
Inledande omgångar i Svenska cupen 2015/2016 inleddes den  9 juni och avslutades den 8 november 2015. 32 lag tog sig till gruppspelet.

## Inledande omgångar[1]

### Omgång 1
| Första omgången – 64 deltagande klubblag | Första omgången – 64 deltagande klubblag | Första omgången – 64 deltagande klubblag |
| ---------------------------------------- | ---------------------------------------- | ---------------------------------------- |
| Lag 1                                    | Resultat                                 | Lag 2                                    |
| KF Velebit                               | 1–2                                      | Örgryte IS                               |
| Team TG                                  | 2–1                                      | IFK Luleå                                |
| Danderyds SK                             | 1–5                                      | BKV Norrtälje                            |
| Råslätts SK                              | 0–5                                      | Husqvarna FF                             |
| IFK Aspudden-Tellus                      | 2–4                                      | Enskede IK                               |
| BK Astrio                                | 1–2                                      | IS Halmia                                |
| Hittarps IK                              | 3–0                                      | Högaborgs BK                             |
| Tenhults IF                              | 4–1                                      | Skövde AIK                               |
| FBK Karlstad                             | 0–3                                      | BK Forward                               |
| Götene IF                                | 4–1                                      | IFK Skövde                               |
| Söderhamns FF                            | 3–1                                      | Selånger FK                              |
| Kuddby IF                                | 2–3                                      | IF Sylvia                                |
| Mörrums GoIS                             | 00–10                                    | Kristianstads FF                         |
| Torstorps IF                             | 2–1                                      | Triangelns IK                            |
| Upsala IF                                | 00002–2 (e.f.) 000(2–4 str.)             | Västerås SK                              |
| Ursviks IK                               | 2–3                                      | Ekerö IK                                 |
| Somaliska UF                             | 3–2                                      | Östers IF                                |
| Herrestads AIF                           | 0–3                                      | FC Trollhättan                           |
| IK Virgo                                 | 2–4                                      | Assyriska BK                             |
| Lunden Överås                            | 2–1                                      | Tvååkers IF                              |
| BW 90                                    | 1–5                                      | Trelleborgs FF                           |
| FC Rosengård                             | 1–4                                      | Eskilsminne IF                           |
| Husie IF                                 | 0–4                                      | FC Höllviken                             |
| Gamla Upsala                             | 0–4                                      | Akropolis IF                             |
| IFK Östersund                            | 00003–5 (e.f.)                           | Härnösands FF                            |
| Sandvikens IF                            | 1–3                                      | IK Brage                                 |
| Sollentuna FF                            | 00003–2 (e.f.)                           | Vasalunds IF                             |
| Melleruds IF                             | 0–5                                      | Carlstad United                          |
| Nybro IF                                 | 00003–3 (e.f.) 000(3–4 str.)             | Oskarshamns AIK                          |
| Vara SK                                  | 0–1                                      | Norrby IF                                |
| Nacka FF                                 | 00003–1 (e.f.)                           | Huddinge IF                              |
| FC Gute                                  | 5–0                                      | Södertälje FK                            |

#### Matcher
Totalt 64 lag deltog i den första omgången och bestod av lag från division 1 eller lägre.
| 1     | 9 juni 2015 | KF Velebit | 1 – 2         | Örgryte IS                    | Velebit IP                                             |                                                        |
| 18:45 | 18:45       | Skiljo 90′ | (0–0) Rapport | 61′ S. Carlsson 74′ Klingberg | Göteborg Publik: 511 Domare: Joakim Östling (Göteborg) | Göteborg Publik: 511 Domare: Joakim Östling (Göteborg) |
| 18:45 | 18:45       |            |               |                               | Göteborg Publik: 511 Domare: Joakim Östling (Göteborg) | Göteborg Publik: 511 Domare: Joakim Östling (Göteborg) |
| 18:45 | 18:45       |            |               |                               | Göteborg Publik: 511 Domare: Joakim Östling (Göteborg) | Göteborg Publik: 511 Domare: Joakim Östling (Göteborg) |

| 2     | 10 juni 2015 | Team TG                         | 2 – 1         | IFK Luleå  | T3 Arena                                           |                                                    |
| 19:30 | 19:30        | J. Nilsson 8′ (str.) Saliba 22′ | (2–1) Rapport | 23′ Wårell | Umeå Publik: 241 Domare: Isak Classon (Skellefteå) | Umeå Publik: 241 Domare: Isak Classon (Skellefteå) |
| 19:30 | 19:30        |                                 |               |            | Umeå Publik: 241 Domare: Isak Classon (Skellefteå) | Umeå Publik: 241 Domare: Isak Classon (Skellefteå) |
| 19:30 | 19:30        |                                 |               |            | Umeå Publik: 241 Domare: Isak Classon (Skellefteå) | Umeå Publik: 241 Domare: Isak Classon (Skellefteå) |

| 3     | 10 juni 2015 | Danderyds SK | 1 – 5         | BKV Norrtälje                                             | Danderydsvallen                                         |                                                         |
| 19:30 | 19:30        | Johnsson 45′ | (1–4) Rapport | 12′, 34′ Svecke 21′ Bagger 40′ Skogh 69′ (str.) Bellander | Danderyd Publik: 104 Domare: Suhel Youssef (Sollentuna) | Danderyd Publik: 104 Domare: Suhel Youssef (Sollentuna) |
| 19:30 | 19:30        |              |               |                                                           | Danderyd Publik: 104 Domare: Suhel Youssef (Sollentuna) | Danderyd Publik: 104 Domare: Suhel Youssef (Sollentuna) |
| 19:30 | 19:30        |              |               |                                                           | Danderyd Publik: 104 Domare: Suhel Youssef (Sollentuna) | Danderyd Publik: 104 Domare: Suhel Youssef (Sollentuna) |

| 4     | 16 juni 2015 | Råslätts SK | 0 – 5         | Husqvarna FF                                                 | Råslätts IP                                                 |                                                             |
| 19:30 | 19:30        |             | (0–2) Rapport | 5′ Zakaria 13′, 85′ Karlsson Adjei 63′ Bernholtz 76′ Haidari | Jönköping Publik: 200 Domare: Andreas Johansson (Huskvarna) | Jönköping Publik: 200 Domare: Andreas Johansson (Huskvarna) |
| 19:30 | 19:30        |             |               |                                                              | Jönköping Publik: 200 Domare: Andreas Johansson (Huskvarna) | Jönköping Publik: 200 Domare: Andreas Johansson (Huskvarna) |
| 19:30 | 19:30        |             |               |                                                              | Jönköping Publik: 200 Domare: Andreas Johansson (Huskvarna) | Jönköping Publik: 200 Domare: Andreas Johansson (Huskvarna) |

| 5     | 17 juni 2015 | IFK Aspudden-Tellus             | 2 – 4         | Enskede IK                           | Aspuddens IP                                              |                                                           |
| 19:30 | 19:30        | I. Birgersson 65′ Wanselius 76′ | (0–2) Rapport | 30′, 43′ Solini 81′ Nobell 83′ Ahmed | Stockholm Publik: 130 Domare: Fredrik Hansson (Stockholm) | Stockholm Publik: 130 Domare: Fredrik Hansson (Stockholm) |
| 19:30 | 19:30        |                                 |               |                                      | Stockholm Publik: 130 Domare: Fredrik Hansson (Stockholm) | Stockholm Publik: 130 Domare: Fredrik Hansson (Stockholm) |
| 19:30 | 19:30        |                                 |               |                                      | Stockholm Publik: 130 Domare: Fredrik Hansson (Stockholm) | Stockholm Publik: 130 Domare: Fredrik Hansson (Stockholm) |

| 6     | 23 juni 2015 | BK Astrio      | 1 – 2         | IS Halmia                    | Söndrums IP                                                |                                                            |
| 19:00 | 19:00        | C. Jönsson 70′ | (0–2) Rapport | 31′ (str.) Amuneke 40′ Taube | Halmstad Publik: 211 Domare: Alexander Eriksson (Halmstad) | Halmstad Publik: 211 Domare: Alexander Eriksson (Halmstad) |
| 19:00 | 19:00        |                |               |                              | Halmstad Publik: 211 Domare: Alexander Eriksson (Halmstad) | Halmstad Publik: 211 Domare: Alexander Eriksson (Halmstad) |
| 19:00 | 19:00        |                |               |                              | Halmstad Publik: 211 Domare: Alexander Eriksson (Halmstad) | Halmstad Publik: 211 Domare: Alexander Eriksson (Halmstad) |

| 7     | 21 juli 2015 | Hittarps IK                                | 3 – 0         | Högaborgs BK | Laröds IP                                               |                                                         |
| 19:00 | 19:00        | Hallberg 37′ (str.) Alm 60′ Wihlstrand 67′ | (1–0) Rapport |              | Helsingborg Publik: 250 Domare: Fredrik Rönning (Malmö) | Helsingborg Publik: 250 Domare: Fredrik Rönning (Malmö) |
| 19:00 | 19:00        |                                            |               |              | Helsingborg Publik: 250 Domare: Fredrik Rönning (Malmö) | Helsingborg Publik: 250 Domare: Fredrik Rönning (Malmö) |
| 19:00 | 19:00        |                                            |               |              | Helsingborg Publik: 250 Domare: Fredrik Rönning (Malmö) | Helsingborg Publik: 250 Domare: Fredrik Rönning (Malmö) |

| 8     | 22 juli 2015 | Tenhults IF                                 | 4 – 1         | Skövde AIK  | Kabevallen                                          |                                                     |
| 19:00 | 19:00        | Fridén 8′ Bbakka 40′, 73′ Hasani 54′ (str.) | (2–0) Rapport | 75′ Brahimi | Tenhult Publik: 311 Domare: Levente Szasz (Ljungby) | Tenhult Publik: 311 Domare: Levente Szasz (Ljungby) |
| 19:00 | 19:00        |                                             |               |             | Tenhult Publik: 311 Domare: Levente Szasz (Ljungby) | Tenhult Publik: 311 Domare: Levente Szasz (Ljungby) |
| 19:00 | 19:00        |                                             |               |             | Tenhult Publik: 311 Domare: Levente Szasz (Ljungby) | Tenhult Publik: 311 Domare: Levente Szasz (Ljungby) |

| 9     | 28 juli 2015 | FBK Karlstad | 0 – 3         | BK Forward                    | Örsholmen                                               |                                                         |
| 19:00 | 19:00        |              | (0–0) Rapport | 50′, 66′ Björndahl 86′ Berger | Karlstad Publik: 255 Domare: Mattias Johansson (Ransta) | Karlstad Publik: 255 Domare: Mattias Johansson (Ransta) |
| 19:00 | 19:00        |              |               |                               | Karlstad Publik: 255 Domare: Mattias Johansson (Ransta) | Karlstad Publik: 255 Domare: Mattias Johansson (Ransta) |
| 19:00 | 19:00        |              |               |                               | Karlstad Publik: 255 Domare: Mattias Johansson (Ransta) | Karlstad Publik: 255 Domare: Mattias Johansson (Ransta) |

| 10    | 28 juli 2015 | Götene IF                      | 4 – 1         | IFK Skövde | Västerby                                                  |                                                           |
| 19:00 | 19:00        | Apell 24′, 54′, 65′ Dahlin 60′ | (1–0) Rapport | 70′ Sjöman | Götene Publik: 211 Domare: Kristoffer Thorold (Mariestad) | Götene Publik: 211 Domare: Kristoffer Thorold (Mariestad) |
| 19:00 | 19:00        |                                |               |            | Götene Publik: 211 Domare: Kristoffer Thorold (Mariestad) | Götene Publik: 211 Domare: Kristoffer Thorold (Mariestad) |
| 19:00 | 19:00        |                                |               |            | Götene Publik: 211 Domare: Kristoffer Thorold (Mariestad) | Götene Publik: 211 Domare: Kristoffer Thorold (Mariestad) |

| 11    | 29 juli 2015 | Söderhamns FF                  | 3 – 1         | Selånger FK    | Hällåsens IP                                             |                                                          |
| 19:00 | 19:00        | Edberg 26′ Celjo 30′ Fäger 89′ | (2–0) Rapport | 82′ Brännström | Söderhamn Publik: 364 Domare: Martin Palm (Örnsköldsvik) | Söderhamn Publik: 364 Domare: Martin Palm (Örnsköldsvik) |
| 19:00 | 19:00        |                                |               |                | Söderhamn Publik: 364 Domare: Martin Palm (Örnsköldsvik) | Söderhamn Publik: 364 Domare: Martin Palm (Örnsköldsvik) |
| 19:00 | 19:00        |                                |               |                | Söderhamn Publik: 364 Domare: Martin Palm (Örnsköldsvik) | Söderhamn Publik: 364 Domare: Martin Palm (Örnsköldsvik) |

| 12    | 30 juli 2015 | Kuddby IF                 | 2 – 3         | IF Sylvia                           | Helgestad IP                                        |                                                     |
| 19:00 | 19:00        | Magnusson 6′ Lindberg 52′ | (1–0) Rapport | 70′ Youssif 81′ Castegren 89′ Chabo | Söderköping Publik: 165 Domare: Pär Leek (Vetlanda) | Söderköping Publik: 165 Domare: Pär Leek (Vetlanda) |
| 19:00 | 19:00        |                           |               |                                     | Söderköping Publik: 165 Domare: Pär Leek (Vetlanda) | Söderköping Publik: 165 Domare: Pär Leek (Vetlanda) |
| 19:00 | 19:00        |                           |               |                                     | Söderköping Publik: 165 Domare: Pär Leek (Vetlanda) | Söderköping Publik: 165 Domare: Pär Leek (Vetlanda) |

| 13    | 1 augusti 2015 | Mörrums GoIS | 00 – 10       | Kristianstads FF                                                                         | Laxvallen                                          |                                                    |
| 13:00 | 13:00          |              | (0–0) Rapport | 54′, 59′, 72′, 86′ Netabay 55′ Ejupi 57′ J. Nilsson 64′ Bloom 69′, 80′ Grahm 88′ Zekovic | Mörrum Publik: 188 Domare: Nehat Maxhuni (Lyckeby) | Mörrum Publik: 188 Domare: Nehat Maxhuni (Lyckeby) |
| 13:00 | 13:00          |              |               |                                                                                          | Mörrum Publik: 188 Domare: Nehat Maxhuni (Lyckeby) | Mörrum Publik: 188 Domare: Nehat Maxhuni (Lyckeby) |
| 13:00 | 13:00          |              |               |                                                                                          | Mörrum Publik: 188 Domare: Nehat Maxhuni (Lyckeby) | Mörrum Publik: 188 Domare: Nehat Maxhuni (Lyckeby) |

| 14    | 1 augusti 2015 | Torstorps IF                     | 2 – 1         | Triangelns IK | Atlaslunden                                             |                                                         |
| 15:00 | 15:00          | Mahovic 66′ (str.) Forsström 81′ | (0–1) Rapport | 42′ Kamari    | Finspång Publik: 192 Domare: Shayan Mollaei (Linköping) | Finspång Publik: 192 Domare: Shayan Mollaei (Linköping) |
| 15:00 | 15:00          |                                  |               |               | Finspång Publik: 192 Domare: Shayan Mollaei (Linköping) | Finspång Publik: 192 Domare: Shayan Mollaei (Linköping) |
| 15:00 | 15:00          |                                  |               |               | Finspång Publik: 192 Domare: Shayan Mollaei (Linköping) | Finspång Publik: 192 Domare: Shayan Mollaei (Linköping) |

| 15    | 4 augusti 2015 | Upsala IF                         | 0000 2 – 2 (e.fl.)         | Västerås SK                              | Studenternas IP                                         |                                                         |
| 19:00 | 19:00          | Bale 81′ (str.) Kvarneå 90+3′     | (0–1) Rapport              | 29′ (str.) Ljunggren Eriksson 52′ Safari | Uppsala Publik: 160 Domare: Patrik Magnetorp (Nyköping) | Uppsala Publik: 160 Domare: Patrik Magnetorp (Nyköping) |
| 19:00 | 19:00          |                                   |                            |                                          | Uppsala Publik: 160 Domare: Patrik Magnetorp (Nyköping) | Uppsala Publik: 160 Domare: Patrik Magnetorp (Nyköping) |
| 19:00 | 19:00          | M. Gustafsson Nema Kvarneå Morger | Straffsparksläggning 2 – 4 | Safari Medvegy Fredriksson Ekroth        | Uppsala Publik: 160 Domare: Patrik Magnetorp (Nyköping) | Uppsala Publik: 160 Domare: Patrik Magnetorp (Nyköping) |

| 16    | 4 augusti 2015 | Ursviks IK                 | 2 – 3         | Ekerö IK                                | Urviks IP                                                 |                                                           |
| 19:00 | 19:00          | Papathanasiou 19′ Kyrk 63′ | (1–1) Rapport | 27′ (str.) Whitman 64′, 85′ L. Karlsson | Sundbyberg Publik: 155 Domare: Suhel Youssef (Sollentuna) | Sundbyberg Publik: 155 Domare: Suhel Youssef (Sollentuna) |
| 19:00 | 19:00          |                            |               |                                         | Sundbyberg Publik: 155 Domare: Suhel Youssef (Sollentuna) | Sundbyberg Publik: 155 Domare: Suhel Youssef (Sollentuna) |
| 19:00 | 19:00          |                            |               |                                         | Sundbyberg Publik: 155 Domare: Suhel Youssef (Sollentuna) | Sundbyberg Publik: 155 Domare: Suhel Youssef (Sollentuna) |

| 17    | 4 augusti 2015 | Somaliska UF                      | 3 – 2         | Östers IF             | Myresjöhus Arena                                     |                                                      |
| 19:00 | 19:00          | Hazara 19′ 78′ (sjm.) Kiddu 90+2′ | (1–2) Rapport | 1′ Elvby 28′ Lindblad | Växjö Publik: 511 Domare: Håkan Söderman (Jönköping) | Växjö Publik: 511 Domare: Håkan Söderman (Jönköping) |
| 19:00 | 19:00          |                                   |               |                       | Växjö Publik: 511 Domare: Håkan Söderman (Jönköping) | Växjö Publik: 511 Domare: Håkan Söderman (Jönköping) |
| 19:00 | 19:00          |                                   |               |                       | Växjö Publik: 511 Domare: Håkan Söderman (Jönköping) | Växjö Publik: 511 Domare: Håkan Söderman (Jönköping) |

| 18    | 4 augusti 2015 | Herrestads AIF | 0 – 3         | FC Trollhättan                          | Undavallen                                             |                                                        |
| 19:00 | 19:00          |                | (0–0) Rapport | 60′, 85′ J. Gustafsson 82′ P. Johansson | Uddevalla Publik: 340 Domare: Niklas Nyberg (Göteborg) | Uddevalla Publik: 340 Domare: Niklas Nyberg (Göteborg) |
| 19:00 | 19:00          |                |               |                                         | Uddevalla Publik: 340 Domare: Niklas Nyberg (Göteborg) | Uddevalla Publik: 340 Domare: Niklas Nyberg (Göteborg) |
| 19:00 | 19:00          |                |               |                                         | Uddevalla Publik: 340 Domare: Niklas Nyberg (Göteborg) | Uddevalla Publik: 340 Domare: Niklas Nyberg (Göteborg) |

| 19    | 4 augusti 2015 | IK Virgo            | 2 – 4         | Assyriska BK                                 | Mossens IP                                          |                                                     |
| 19:00 | 19:00          | Falk 5′ Nikkilä 83′ | (1–2) Rapport | 3′ Neves 41′ Sanduvac 57′ Staifo 90+3′ Garis | Göteborg Publik: 87 Domare: Tarik Tongur (Göteborg) | Göteborg Publik: 87 Domare: Tarik Tongur (Göteborg) |
| 19:00 | 19:00          |                     |               |                                              | Göteborg Publik: 87 Domare: Tarik Tongur (Göteborg) | Göteborg Publik: 87 Domare: Tarik Tongur (Göteborg) |
| 19:00 | 19:00          |                     |               |                                              | Göteborg Publik: 87 Domare: Tarik Tongur (Göteborg) | Göteborg Publik: 87 Domare: Tarik Tongur (Göteborg) |

| 20    | 4 augusti 2015 | Lunden Överås           | 2 – 1         | Tvååkers IF    | Överåsvallen                                        |                                                     |
| 19:00 | 19:00          | Anbacken 47′ Magier 87′ | (0–0) Rapport | 67′ Gunnarsson | Göteborg Publik: 60 Domare: Denis Oppong (Göteborg) | Göteborg Publik: 60 Domare: Denis Oppong (Göteborg) |
| 19:00 | 19:00          |                         |               |                | Göteborg Publik: 60 Domare: Denis Oppong (Göteborg) | Göteborg Publik: 60 Domare: Denis Oppong (Göteborg) |
| 19:00 | 19:00          |                         |               |                | Göteborg Publik: 60 Domare: Denis Oppong (Göteborg) | Göteborg Publik: 60 Domare: Denis Oppong (Göteborg) |

| 21    | 4 augusti 2015 | BW 90          | 1 – 5         | Trelleborgs FF                                                           | Bjärsjölagårds IP                                      |                                                        |
| 19:00 | 19:00          | C. Svensson 9′ | (1–2) Rapport | 35′ F. Karlsson 43′ Camara Jönsson 52′ Jovanović 58′ Palander 60′ Haynes | Sjöbo Publik: 210 Domare: Fredrik Klitte (Helsingborg) | Sjöbo Publik: 210 Domare: Fredrik Klitte (Helsingborg) |
| 19:00 | 19:00          |                |               |                                                                          | Sjöbo Publik: 210 Domare: Fredrik Klitte (Helsingborg) | Sjöbo Publik: 210 Domare: Fredrik Klitte (Helsingborg) |
| 19:00 | 19:00          |                |               |                                                                          | Sjöbo Publik: 210 Domare: Fredrik Klitte (Helsingborg) | Sjöbo Publik: 210 Domare: Fredrik Klitte (Helsingborg) |

| 22    | 4 augusti 2015 | FC Rosengård | 1 – 4         | Eskilsminne IF                             | Rosengård Södra IP                                    |                                                       |
| 19:00 | 19:00          | Antwi 4′     | (1–2) Rapport | 13′, 39′, 46′ Book 77′ Lindgren Holenstein | Malmö Publik: 104 Domare: Henrik Reffers (Arkelstorp) | Malmö Publik: 104 Domare: Henrik Reffers (Arkelstorp) |
| 19:00 | 19:00          |              |               |                                            | Malmö Publik: 104 Domare: Henrik Reffers (Arkelstorp) | Malmö Publik: 104 Domare: Henrik Reffers (Arkelstorp) |
| 19:00 | 19:00          |              |               |                                            | Malmö Publik: 104 Domare: Henrik Reffers (Arkelstorp) | Malmö Publik: 104 Domare: Henrik Reffers (Arkelstorp) |

| 23    | 5 augusti 2015 | Husie IF | 0 – 4         | FC Höllviken                                   | Husiegårds IP                                      |                                                    |
| 18:00 | 18:00          |          | (0–0) Rapport | 49′ Henriksson 66′ Mesic 79′ Pärsson 83′ Faniq | Malmö Publik: 254 Domare: Adnan Jukic (Falkenberg) | Malmö Publik: 254 Domare: Adnan Jukic (Falkenberg) |
| 18:00 | 18:00          |          |               |                                                | Malmö Publik: 254 Domare: Adnan Jukic (Falkenberg) | Malmö Publik: 254 Domare: Adnan Jukic (Falkenberg) |
| 18:00 | 18:00          |          |               |                                                | Malmö Publik: 254 Domare: Adnan Jukic (Falkenberg) | Malmö Publik: 254 Domare: Adnan Jukic (Falkenberg) |

| 24    | 5 augusti 2015 | Gamla Upsala | 0 – 4         | Akropolis IF                                        | Gamlis IP                                           |                                                     |
| 18:30 | 18:30          |              | (0–1) Rapport | 38′, 64′ Kabondo 48′ (sjm.) 58′ Stavrothanasopoulos | Uppsala Publik: 116 Domare: Metin Yildirim (Hovsjö) | Uppsala Publik: 116 Domare: Metin Yildirim (Hovsjö) |
| 18:30 | 18:30          |              |               |                                                     | Uppsala Publik: 116 Domare: Metin Yildirim (Hovsjö) | Uppsala Publik: 116 Domare: Metin Yildirim (Hovsjö) |
| 18:30 | 18:30          |              |               |                                                     | Uppsala Publik: 116 Domare: Metin Yildirim (Hovsjö) | Uppsala Publik: 116 Domare: Metin Yildirim (Hovsjö) |

| 25    | 5 augusti 2015 | IFK Östersund                      | 0000 3 – 5 (e.fl.) | Härnösands FF                                             | Jämtkraft Arena                                            |                                                            |
| 19:00 | 19:00          | P. Lindgren 18′, 35′ Pihlström 90′ | (2–3) Rapport      | 14′ (sjm.) 27′ Borostean 44′ Forsgren 103′, 115′ Bedjaoui | Östersund Publik: 75 Domare: Rickard Lingensjö (Kvissleby) | Östersund Publik: 75 Domare: Rickard Lingensjö (Kvissleby) |
| 19:00 | 19:00          |                                    |                    |                                                           | Östersund Publik: 75 Domare: Rickard Lingensjö (Kvissleby) | Östersund Publik: 75 Domare: Rickard Lingensjö (Kvissleby) |
| 19:00 | 19:00          |                                    |                    |                                                           | Östersund Publik: 75 Domare: Rickard Lingensjö (Kvissleby) | Östersund Publik: 75 Domare: Rickard Lingensjö (Kvissleby) |

| 26    | 5 augusti 2015 | Sandvikens IF | 1 – 3         | IK Brage                                  | Jernvallen                                         |                                                    |
| 19:00 | 19:00          | Vigren 81′    | (0–0) Rapport | 49′ Lundin 69′ Juliusson 74′ E. Johansson | Borlänge Publik: 958 Domare: Ejub Mehic (Enköping) | Borlänge Publik: 958 Domare: Ejub Mehic (Enköping) |
| 19:00 | 19:00          |               |               |                                           | Borlänge Publik: 958 Domare: Ejub Mehic (Enköping) | Borlänge Publik: 958 Domare: Ejub Mehic (Enköping) |
| 19:00 | 19:00          |               |               |                                           | Borlänge Publik: 958 Domare: Ejub Mehic (Enköping) | Borlänge Publik: 958 Domare: Ejub Mehic (Enköping) |

| 27    | 5 augusti 2015 | Sollentuna FF                           | 0000 3 – 2 (e.fl.) | Vasalunds IF               | Sollentunavallen                                          |                                                           |
| 19:00 | 19:00          | D. Gustafsson 60′ Åberg 69′ Wiorek 104′ | (0–0) Rapport      | 50′ R. Gomez 90+5′ Tappert | Stockholm Publik: 300 Domare: Fredrik Hansson (Stockholm) | Stockholm Publik: 300 Domare: Fredrik Hansson (Stockholm) |
| 19:00 | 19:00          |                                         |                    |                            | Stockholm Publik: 300 Domare: Fredrik Hansson (Stockholm) | Stockholm Publik: 300 Domare: Fredrik Hansson (Stockholm) |
| 19:00 | 19:00          |                                         |                    |                            | Stockholm Publik: 300 Domare: Fredrik Hansson (Stockholm) | Stockholm Publik: 300 Domare: Fredrik Hansson (Stockholm) |

| 28    | 5 augusti 2015 | Melleruds IF | 0 – 5         | Carlstad United                                               | Rådavallen                                                  |                                                             |
| 19:00 | 19:00          |              | (0–4) Rapport | 12′ Lander 21′ Jingfors 25′ T. Larsson 32′ Gashi 56′ Stenberg | Mellerud Publik: 411 Domare: Kristoffer Thorold (Mariestad) | Mellerud Publik: 411 Domare: Kristoffer Thorold (Mariestad) |
| 19:00 | 19:00          |              |               |                                                               | Mellerud Publik: 411 Domare: Kristoffer Thorold (Mariestad) | Mellerud Publik: 411 Domare: Kristoffer Thorold (Mariestad) |
| 19:00 | 19:00          |              |               |                                                               | Mellerud Publik: 411 Domare: Kristoffer Thorold (Mariestad) | Mellerud Publik: 411 Domare: Kristoffer Thorold (Mariestad) |

| 29    | 5 augusti 2015 | Nybro IF                                           | 0000 3 – 3 (e.fl.)         | Oskarshamns AIK                            | Victoriavallen                                 |                                                |
| 19:00 | 19:00          | J. Gomez 37′ Hoang 90+4′ E. Olsson 117′            | (1–0) Rapport              | 50′ A. Birgersson 70′, 102′ Östlind        | Nybro Publik: 155 Domare: Yousef Issa (Nässjö) | Nybro Publik: 155 Domare: Yousef Issa (Nässjö) |
| 19:00 | 19:00          |                                                    |                            |                                            | Nybro Publik: 155 Domare: Yousef Issa (Nässjö) | Nybro Publik: 155 Domare: Yousef Issa (Nässjö) |
| 19:00 | 19:00          | R. Eliassi J. Gomez K. Eliassi S. Eliassi Delashob | Straffsparksläggning 3 – 4 | Jägerbrink Pishdari Pavic Östlind Smakolli | Nybro Publik: 155 Domare: Yousef Issa (Nässjö) | Nybro Publik: 155 Domare: Yousef Issa (Nässjö) |

| 30    | 5 augusti 2015 | Vara SK | 0 – 1         | Norrby IF    | Torsvallen                                     |                                                |
| 19:00 | 19:00          |         | (0–1) Rapport | 40′ Krasnici | Vara Publik: 77 Domare: Robin Wilde (Göteborg) | Vara Publik: 77 Domare: Robin Wilde (Göteborg) |
| 19:00 | 19:00          |         |               |              | Vara Publik: 77 Domare: Robin Wilde (Göteborg) | Vara Publik: 77 Domare: Robin Wilde (Göteborg) |
| 19:00 | 19:00          |         |               |              | Vara Publik: 77 Domare: Robin Wilde (Göteborg) | Vara Publik: 77 Domare: Robin Wilde (Göteborg) |

| 31    | 5 augusti 2015 | Nacka FF                                      | 0000 3 – 1 (e.fl.) | Huddinge IF | Boovallen                                       |                                                 |
| 19:30 | 19:30          | J. Lindgren 90′ Weidlitz 100′ A. Nilsson 120′ | (0–0) Rapport      | 80′ Matic   | Boo Publik: 341 Domare: Viktor Dovresjö (Årsta) | Boo Publik: 341 Domare: Viktor Dovresjö (Årsta) |
| 19:30 | 19:30          |                                               |                    |             | Boo Publik: 341 Domare: Viktor Dovresjö (Årsta) | Boo Publik: 341 Domare: Viktor Dovresjö (Årsta) |
| 19:30 | 19:30          |                                               |                    |             | Boo Publik: 341 Domare: Viktor Dovresjö (Årsta) | Boo Publik: 341 Domare: Viktor Dovresjö (Årsta) |

| 32    | 5 augusti 2015 | FC Gute                                                             | 5 – 0         | Södertälje FK | Gutavallen                                           |                                                      |
| 19:45 | 19:45          | Wihlborg 13′ Mambo Mumba 33′ Dahlström 40′ Wickman 40′ Cuckovic 66′ | (4–0) Rapport |               | Visby Publik: 430 Domare: Johan Kjellin (Sundbyberg) | Visby Publik: 430 Domare: Johan Kjellin (Sundbyberg) |
| 19:45 | 19:45          |                                                                     |               |               | Visby Publik: 430 Domare: Johan Kjellin (Sundbyberg) | Visby Publik: 430 Domare: Johan Kjellin (Sundbyberg) |
| 19:45 | 19:45          |                                                                     |               |               | Visby Publik: 430 Domare: Johan Kjellin (Sundbyberg) | Visby Publik: 430 Domare: Johan Kjellin (Sundbyberg) |

### Omgång 2
| Andra omgången – 64 deltagande klubblag | Andra omgången – 64 deltagande klubblag | Andra omgången – 64 deltagande klubblag |
| --------------------------------------- | --------------------------------------- | --------------------------------------- |
| Lag 1                                   | Resultat                                | Lag 2                                   |
| Tenhults IF                             | 2–0                                     | Mjällby AIF                             |
| Kristianstads FF                        | 1–6                                     | IFK Göteborg                            |
| Husqvarna FF                            | 2–3                                     | BK Häcken                               |
| Oskarshamns AIK                         | 0–1                                     | Jönköpings Södra                        |
| FC Höllviken                            | 0–2                                     | Ängelholms FF                           |
| IK Brage                                | 0–2                                     | IK Frej                                 |
| Team TG                                 | 0–4                                     | Gefle IF                                |
| Söderhamns FF                           | 1–2                                     | Östersunds FK                           |
| Enskede IK                              | 0–4                                     | GIF Sundsvall                           |
| BKV Norrtälje                           | 0–3                                     | Örebro SK                               |
| Härnösands FF                           | 1–3                                     | Syrianska FC                            |
| Örgryte IS                              | 00000–2 (e.f.)                          | IFK Värnamo                             |
| Somaliska UF                            | 0–1                                     | IF Elfsborg                             |
| FC Trollhättan                          | 00004–3 (e.f.)                          | Utsiktens BK                            |
| Eskilsminne IF                          | 1–2                                     | Varbergs BoIS                           |
| Hittarps IK                             | 0–3                                     | Ljungskile SK                           |
| FC Gute                                 | 00002–4 (e.f.)                          | Degerfors IF                            |
| Sollentuna FF                           | 1–2                                     | Assyriska FF                            |
| Ekerö IK                                | 0–6                                     | AIK                                     |
| Nacka FF                                | 1–2                                     | IK Sirius                               |
| Torstorps IF                            | 1–5                                     | Djurgårdens IF                          |
| Carlstad United                         | 2–3                                     | Hammarby IF                             |
| Akropolis IF                            | 0–5                                     | IFK Norrköping                          |
| IF Sylvia                               | 0–3                                     | IF Brommapojkarna                       |
| Västerås SK                             | 00003–3 (e.f.) 000(3–4 str.)            | AFC United                              |
| Trelleborgs FF                          | 1–2                                     | Halmstads BK                            |
| IS Halmia                               | 00001–1 (e.f.) 000(2–4 str.)            | Kalmar FF                               |
| Norrby IF                               | 00003–3 (e.f.) 000(5–6 str.)            | Gais                                    |
| Lunden Överås                           | 0–8                                     | Helsingborgs IF                         |
| Assyriska BK                            | 0–4                                     | Falkenbergs FF                          |
| BK Forward                              | 2–1                                     | Åtvidabergs FF                          |
| Götene IF                               | 0–5                                     | Malmö FF                                |

#### Matcher
| 1     | 19 augusti 2015 | Tenhults IF             | 2 – 0         | Mjällby AIF | Kabevallen                                                |                                                           |
| 18:00 | 18:00           | Ebuka 32′ A. Hasani 57′ | (1–0) Rapport |             | Tenhult Publik: 400 Domare: Andreas Johansson (Huskvarna) | Tenhult Publik: 400 Domare: Andreas Johansson (Huskvarna) |
| 18:00 | 18:00           |                         |               |             | Tenhult Publik: 400 Domare: Andreas Johansson (Huskvarna) | Tenhult Publik: 400 Domare: Andreas Johansson (Huskvarna) |
| 18:00 | 18:00           |                         |               |             | Tenhult Publik: 400 Domare: Andreas Johansson (Huskvarna) | Tenhult Publik: 400 Domare: Andreas Johansson (Huskvarna) |

| 2     | 19 augusti 2015 | Kristianstads FF | 1 – 6         | IFK Göteborg                                                        | Kristianstads IP                                                |                                                                 |
| 18:15 | 18:15           | Ejupi 85′        | (0–1) Rapport | 20′ Pettersson 56′, 61′, 84′ Sköld 67′ (str.) Salomonsson 71′ Boman | Kristianstad Publik: 2 110 Domare: Robert Daradic (Helsingborg) | Kristianstad Publik: 2 110 Domare: Robert Daradic (Helsingborg) |
| 18:15 | 18:15           |                  |               |                                                                     | Kristianstad Publik: 2 110 Domare: Robert Daradic (Helsingborg) | Kristianstad Publik: 2 110 Domare: Robert Daradic (Helsingborg) |
| 18:15 | 18:15           |                  |               |                                                                     | Kristianstad Publik: 2 110 Domare: Robert Daradic (Helsingborg) | Kristianstad Publik: 2 110 Domare: Robert Daradic (Helsingborg) |

| 3     | 19 augusti 2015 | Husqvarna FF                   | 2 – 3         | BK Häcken                   | Vapenvallen                                           |                                                       |
| 18:15 | 18:15           | Karlsson Adjei 11′ Zakaria 21′ | (2–1) Rapport | 24′ (sjm.) 46′, 88′ Rexhepi | Huskvarna Publik: 237 Domare: Farouk Nehdi (Huddinge) | Huskvarna Publik: 237 Domare: Farouk Nehdi (Huddinge) |
| 18:15 | 18:15           |                                |               |                             | Huskvarna Publik: 237 Domare: Farouk Nehdi (Huddinge) | Huskvarna Publik: 237 Domare: Farouk Nehdi (Huddinge) |
| 18:15 | 18:15           |                                |               |                             | Huskvarna Publik: 237 Domare: Farouk Nehdi (Huddinge) | Huskvarna Publik: 237 Domare: Farouk Nehdi (Huddinge) |

| 4     | 19 augusti 2015 | Oskarshamns AIK | 0 – 1         | Jönköpings Södra | Arena Oskarshamn                                       |                                                        |
| 18:30 | 18:30           |                 | (0–0) Rapport | 78′ Rönneklev    | Oskarshamn Publik: 300 Domare: Victor Wolf (Stockholm) | Oskarshamn Publik: 300 Domare: Victor Wolf (Stockholm) |
| 18:30 | 18:30           |                 |               |                  | Oskarshamn Publik: 300 Domare: Victor Wolf (Stockholm) | Oskarshamn Publik: 300 Domare: Victor Wolf (Stockholm) |
| 18:30 | 18:30           |                 |               |                  | Oskarshamn Publik: 300 Domare: Victor Wolf (Stockholm) | Oskarshamn Publik: 300 Domare: Victor Wolf (Stockholm) |

| 5     | 19 augusti 2015 | FC Höllviken | 0 – 2         | Ängelholms FF         | Höllvikens IP                                             |                                                           |
| 18:30 | 18:30           |              | (0–0) Rapport | 50′ Asaad 54′ Baggner | Höllviken Publik: 196 Domare: Bobby Sjögren (Helsingborg) | Höllviken Publik: 196 Domare: Bobby Sjögren (Helsingborg) |
| 18:30 | 18:30           |              |               |                       | Höllviken Publik: 196 Domare: Bobby Sjögren (Helsingborg) | Höllviken Publik: 196 Domare: Bobby Sjögren (Helsingborg) |
| 18:30 | 18:30           |              |               |                       | Höllviken Publik: 196 Domare: Bobby Sjögren (Helsingborg) | Höllviken Publik: 196 Domare: Bobby Sjögren (Helsingborg) |

| 6     | 19 augusti 2015 | IK Brage | 0 – 2         | IK Frej         | Domnarvsvallen                                      |                                                     |
| 19:00 | 19:00           |          | (0–0) Rapport | 80′, 91′ Lallet | Borlänge Publik: 527 Domare: Mohamed Nablsi (Gävle) | Borlänge Publik: 527 Domare: Mohamed Nablsi (Gävle) |
| 19:00 | 19:00           |          |               |                 | Borlänge Publik: 527 Domare: Mohamed Nablsi (Gävle) | Borlänge Publik: 527 Domare: Mohamed Nablsi (Gävle) |
| 19:00 | 19:00           |          |               |                 | Borlänge Publik: 527 Domare: Mohamed Nablsi (Gävle) | Borlänge Publik: 527 Domare: Mohamed Nablsi (Gävle) |

| 7     | 19 augusti 2015 | Team TG | 0 – 4         | Gefle IF                                         | Umeå Energi Arena Sol                              |                                                    |
| 19:00 | 19:00           |         | (0–1) Rapport | 4′ Lantto 68′ Tshakasua 72′ Bellander 83′ Hjelte | Umeå Publik: 802 Domare: Roland Adelsson (Vindeln) | Umeå Publik: 802 Domare: Roland Adelsson (Vindeln) |
| 19:00 | 19:00           |         |               |                                                  | Umeå Publik: 802 Domare: Roland Adelsson (Vindeln) | Umeå Publik: 802 Domare: Roland Adelsson (Vindeln) |
| 19:00 | 19:00           |         |               |                                                  | Umeå Publik: 802 Domare: Roland Adelsson (Vindeln) | Umeå Publik: 802 Domare: Roland Adelsson (Vindeln) |

| 8     | 19 augusti 2015 | Söderhamns FF | 1 – 2         | Östersunds FK         | Helsingehus Arena                                     |                                                       |
| 19:00 | 19:00           | Celjo 40′     | (1–0) Rapport | 68′ Tanda 85′ Widgren | Söderhamn Publik: 941 Domare: Patrik Eriksson (Gävle) | Söderhamn Publik: 941 Domare: Patrik Eriksson (Gävle) |
| 19:00 | 19:00           |               |               |                       | Söderhamn Publik: 941 Domare: Patrik Eriksson (Gävle) | Söderhamn Publik: 941 Domare: Patrik Eriksson (Gävle) |
| 19:00 | 19:00           |               |               |                       | Söderhamn Publik: 941 Domare: Patrik Eriksson (Gävle) | Söderhamn Publik: 941 Domare: Patrik Eriksson (Gävle) |

| 9     | 19 augusti 2015 | Enskede IK | 0 – 4         | GIF Sundsvall                            | Enskede IP                                             |                                                        |
| 19:00 | 19:00           |            | (0–2) Rapport | 22′ S. Hasani 24′, 48′ Helg 85′ Pa Dibba | Stockholm Publik: 241 Domare: Dragan Banjac (Vendelsö) | Stockholm Publik: 241 Domare: Dragan Banjac (Vendelsö) |
| 19:00 | 19:00           |            |               |                                          | Stockholm Publik: 241 Domare: Dragan Banjac (Vendelsö) | Stockholm Publik: 241 Domare: Dragan Banjac (Vendelsö) |
| 19:00 | 19:00           |            |               |                                          | Stockholm Publik: 241 Domare: Dragan Banjac (Vendelsö) | Stockholm Publik: 241 Domare: Dragan Banjac (Vendelsö) |

| 10    | 19 augusti 2015 | BKV Norrtälje | 0 – 3         | Örebro SK                             | Norrtälje IP                                             |                                                          |
| 19:00 | 19:00           |               | (0–1) Rapport | 5′ Gustavsson 64′ Holmberg 79′ Gerzic | Norrtälje Publik: 914 Domare: Mattias Johansson (Ransta) | Norrtälje Publik: 914 Domare: Mattias Johansson (Ransta) |
| 19:00 | 19:00           |               |               |                                       | Norrtälje Publik: 914 Domare: Mattias Johansson (Ransta) | Norrtälje Publik: 914 Domare: Mattias Johansson (Ransta) |
| 19:00 | 19:00           |               |               |                                       | Norrtälje Publik: 914 Domare: Mattias Johansson (Ransta) | Norrtälje Publik: 914 Domare: Mattias Johansson (Ransta) |

| 11    | 19 augusti 2015 | Härnösands FF      | 1 – 3         | Syrianska FC                                   | Högslättens IP                                                 |                                                                |
| 19:00 | 19:00           | Ji. Gustafsson 30′ | (1–2) Rapport | 30′ S. Karlsson 43′ Liljestrand 90+3′ Katourgi | Härnösand Publik: 1 800 Domare: Niklas Abrahamsson (Sollefteå) | Härnösand Publik: 1 800 Domare: Niklas Abrahamsson (Sollefteå) |
| 19:00 | 19:00           |                    |               |                                                | Härnösand Publik: 1 800 Domare: Niklas Abrahamsson (Sollefteå) | Härnösand Publik: 1 800 Domare: Niklas Abrahamsson (Sollefteå) |
| 19:00 | 19:00           |                    |               |                                                | Härnösand Publik: 1 800 Domare: Niklas Abrahamsson (Sollefteå) | Härnösand Publik: 1 800 Domare: Niklas Abrahamsson (Sollefteå) |

| 12    | 19 augusti 2015 | Örgryte IS | 0000 0 – 2 (e.fl.) | IFK Värnamo                         | Gamla Ullevi                                            |                                                         |
| 19:00 | 19:00           |            | (0–0) Rapport      | 119′ (str.) Kozica 120+4′ Göransson | Göteborg Publik: 1 872 Domare: Adnan Jukic (Falkenberg) | Göteborg Publik: 1 872 Domare: Adnan Jukic (Falkenberg) |
| 19:00 | 19:00           |            |                    |                                     | Göteborg Publik: 1 872 Domare: Adnan Jukic (Falkenberg) | Göteborg Publik: 1 872 Domare: Adnan Jukic (Falkenberg) |
| 19:00 | 19:00           |            |                    |                                     | Göteborg Publik: 1 872 Domare: Adnan Jukic (Falkenberg) | Göteborg Publik: 1 872 Domare: Adnan Jukic (Falkenberg) |

| 13    | 19 augusti 2015 | Somaliska UF | 0 – 1         | IF Elfsborg | Myresjöhus Arena                                 |                                                  |
| 19:00 | 19:00           |              | (0–1) Rapport | 34′ Prodell | Växjö Publik: 841 Domare: Nermin Cisic (Värnamo) | Växjö Publik: 841 Domare: Nermin Cisic (Värnamo) |
| 19:00 | 19:00           |              |               |             | Växjö Publik: 841 Domare: Nermin Cisic (Värnamo) | Växjö Publik: 841 Domare: Nermin Cisic (Värnamo) |
| 19:00 | 19:00           |              |               |             | Växjö Publik: 841 Domare: Nermin Cisic (Värnamo) | Växjö Publik: 841 Domare: Nermin Cisic (Värnamo) |

| 14    | 19 augusti 2015 | FC Trollhättan                          | 0000 4 – 3 (e.fl.) | Utsiktens BK                                   | Edsporgs IP                                                |                                                            |
| 19:00 | 19:00           | Bennhage 49′, 87′ Bilan 103′ Daoud 106′ | (0–2) Rapport      | 21′ Bohm 45+1′ Mogren 105′ Jonasson Westermark | Trollhättan Publik: 755 Domare: Haris Memisevic (Göteborg) | Trollhättan Publik: 755 Domare: Haris Memisevic (Göteborg) |
| 19:00 | 19:00           |                                         |                    |                                                | Trollhättan Publik: 755 Domare: Haris Memisevic (Göteborg) | Trollhättan Publik: 755 Domare: Haris Memisevic (Göteborg) |
| 19:00 | 19:00           |                                         |                    |                                                | Trollhättan Publik: 755 Domare: Haris Memisevic (Göteborg) | Trollhättan Publik: 755 Domare: Haris Memisevic (Göteborg) |

| 15    | 19 augusti 2015 | Eskilsminne IF | 1 – 2         | Varbergs BoIS          | Harlyckans IP                                            |                                                          |
| 19:00 | 19:00           | Levi 66′       | (0–1) Rapport | 35′ Lindner 60′ (sjm.) | Helsingborg Publik: 513 Domare: Niklas Andersson (Malmö) | Helsingborg Publik: 513 Domare: Niklas Andersson (Malmö) |
| 19:00 | 19:00           |                |               |                        | Helsingborg Publik: 513 Domare: Niklas Andersson (Malmö) | Helsingborg Publik: 513 Domare: Niklas Andersson (Malmö) |
| 19:00 | 19:00           |                |               |                        | Helsingborg Publik: 513 Domare: Niklas Andersson (Malmö) | Helsingborg Publik: 513 Domare: Niklas Andersson (Malmö) |

| 16    | 19 augusti 2015 | Hittarps IK | 0 – 3         | Ljungskile SK                               | Laröds IP                                            |                                                      |
| 19:00 | 19:00           |             | (0–2) Rapport | 10′ H. Andersson 28′ Lindberg 90′ J. Olsson | Helsingborg Publik: 199 Domare: Per Melin (Kävlinge) | Helsingborg Publik: 199 Domare: Per Melin (Kävlinge) |
| 19:00 | 19:00           |             |               |                                             | Helsingborg Publik: 199 Domare: Per Melin (Kävlinge) | Helsingborg Publik: 199 Domare: Per Melin (Kävlinge) |
| 19:00 | 19:00           |             |               |                                             | Helsingborg Publik: 199 Domare: Per Melin (Kävlinge) | Helsingborg Publik: 199 Domare: Per Melin (Kävlinge) |

| 17    | 19 augusti 2015 | FC Gute                        | 0000 2 – 4 (e.fl.) | Degerfors IF                         | Gutavallen                                            |                                                       |
| 19:30 | 19:30           | Mambo Mumba 81′ Marjanovic 84′ | (0–0) Rapport      | 51′, 66′, 92′ Fritzson 113′ Molander | Visby Publik: 964 Domare: Fredrik Hansson (Stockholm) | Visby Publik: 964 Domare: Fredrik Hansson (Stockholm) |
| 19:30 | 19:30           |                                |                    |                                      | Visby Publik: 964 Domare: Fredrik Hansson (Stockholm) | Visby Publik: 964 Domare: Fredrik Hansson (Stockholm) |
| 19:30 | 19:30           |                                |                    |                                      | Visby Publik: 964 Domare: Fredrik Hansson (Stockholm) | Visby Publik: 964 Domare: Fredrik Hansson (Stockholm) |

| 18    | 19 augusti 2015 | Sollentuna FF    | 1 – 2         | Assyriska FF             | Sollentunavallen                                     |                                                      |
| 19:30 | 19:30           | Thorstensson 79′ | (0–0) Rapport | 59′ Leschuk 88′ Makdesie | Sollentuna Publik: 825 Domare: Adam Ladebäck (Visby) | Sollentuna Publik: 825 Domare: Adam Ladebäck (Visby) |
| 19:30 | 19:30           |                  |               |                          | Sollentuna Publik: 825 Domare: Adam Ladebäck (Visby) | Sollentuna Publik: 825 Domare: Adam Ladebäck (Visby) |
| 19:30 | 19:30           |                  |               |                          | Sollentuna Publik: 825 Domare: Adam Ladebäck (Visby) | Sollentuna Publik: 825 Domare: Adam Ladebäck (Visby) |

| 19    | 19 augusti 2015 | Ekerö IK | 0 – 6         | AIK                                                                 | Träkvistavallen                                    |                                                    |
| 19:30 | 19:30           |          | (0–1) Rapport | 45′, 56′ Brustad 51′ Bangura 82′ Salétros 84′ Eliasson 90+1′ Goitom | Ekerö Publik: 4 308 Domare: Johan Krantz (Uppsala) | Ekerö Publik: 4 308 Domare: Johan Krantz (Uppsala) |
| 19:30 | 19:30           |          |               |                                                                     | Ekerö Publik: 4 308 Domare: Johan Krantz (Uppsala) | Ekerö Publik: 4 308 Domare: Johan Krantz (Uppsala) |
| 19:30 | 19:30           |          |               |                                                                     | Ekerö Publik: 4 308 Domare: Johan Krantz (Uppsala) | Ekerö Publik: 4 308 Domare: Johan Krantz (Uppsala) |

| 20    | 19 augusti 2015 | Nacka FF       | 1 – 2         | IK Sirius               | Boovallen                                                        |                                                                  |
| 19:30 | 19:30           | A. Nilsson 56′ | (0–1) Rapport | 27′ S. Berg 54′ J. Berg | Boo Publik: 312 Domare: Mikael Devletyan Gudmundsson (Stockholm) | Boo Publik: 312 Domare: Mikael Devletyan Gudmundsson (Stockholm) |
| 19:30 | 19:30           |                |               |                         | Boo Publik: 312 Domare: Mikael Devletyan Gudmundsson (Stockholm) | Boo Publik: 312 Domare: Mikael Devletyan Gudmundsson (Stockholm) |
| 19:30 | 19:30           |                |               |                         | Boo Publik: 312 Domare: Mikael Devletyan Gudmundsson (Stockholm) | Boo Publik: 312 Domare: Mikael Devletyan Gudmundsson (Stockholm) |

| 21    | 20 augusti 2015 | Torstorps IF | 1 – 5         | Djurgårdens IF                                                 | Atlaslunden                                           |                                                       |
| 18:00 | 18:00           | Björhn 44′   | (1–2) Rapport | 30′ Karlström 37′ Kadewere 75′ Bergström 83′, 86′ S. Andersson | Finspång Publik: 2 528 Domare: Jim Petersson (Motala) | Finspång Publik: 2 528 Domare: Jim Petersson (Motala) |
| 18:00 | 18:00           |              |               |                                                                | Finspång Publik: 2 528 Domare: Jim Petersson (Motala) | Finspång Publik: 2 528 Domare: Jim Petersson (Motala) |
| 18:00 | 18:00           |              |               |                                                                | Finspång Publik: 2 528 Domare: Jim Petersson (Motala) | Finspång Publik: 2 528 Domare: Jim Petersson (Motala) |

| 22    | 20 augusti 2015 | Carlstad United            | 2 – 3         | Hammarby IF                                | Tingvalla IP                                            |                                                         |
| 19:00 | 19:00           | Cl. Nyman 16′ Carlsson 52′ | (1–2) Rapport | 2′ (str.) Bakircioglu 31′ Sætra 63′ (sjm.) | Karlstad Publik: 2 632 Domare: Namik Idrizovic (Örebro) | Karlstad Publik: 2 632 Domare: Namik Idrizovic (Örebro) |
| 19:00 | 19:00           |                            |               |                                            | Karlstad Publik: 2 632 Domare: Namik Idrizovic (Örebro) | Karlstad Publik: 2 632 Domare: Namik Idrizovic (Örebro) |
| 19:00 | 19:00           |                            |               |                                            | Karlstad Publik: 2 632 Domare: Namik Idrizovic (Örebro) | Karlstad Publik: 2 632 Domare: Namik Idrizovic (Örebro) |

| 23    | 20 augusti 2015 | Akropolis IF | 0 – 5         | IFK Norrköping                               | Spånga IP                                              |                                                        |
| 19:00 | 19:00           |              | (0–3) Rapport | 15′, 69′ Ch. Nyman 20′, 24′ Kamara 85′ Lawan | Stockholm Publik: 320 Domare: Diako Behnam (Stockholm) | Stockholm Publik: 320 Domare: Diako Behnam (Stockholm) |
| 19:00 | 19:00           |              |               |                                              | Stockholm Publik: 320 Domare: Diako Behnam (Stockholm) | Stockholm Publik: 320 Domare: Diako Behnam (Stockholm) |
| 19:00 | 19:00           |              |               |                                              | Stockholm Publik: 320 Domare: Diako Behnam (Stockholm) | Stockholm Publik: 320 Domare: Diako Behnam (Stockholm) |

| 24    | 20 augusti 2015 | IF Sylvia | 0 – 3         | IF Brommapojkarna                        | Nya Parken                                                |                                                           |
| 19:00 | 19:00           |           | (0–3) Rapport | 21′ Sandberg Magnusson 38′, 41′ Gyökeres | Norrköping Publik: 144 Domare: Mohammed Al-Hakim (Köping) | Norrköping Publik: 144 Domare: Mohammed Al-Hakim (Köping) |
| 19:00 | 19:00           |           |               |                                          | Norrköping Publik: 144 Domare: Mohammed Al-Hakim (Köping) | Norrköping Publik: 144 Domare: Mohammed Al-Hakim (Köping) |
| 19:00 | 19:00           |           |               |                                          | Norrköping Publik: 144 Domare: Mohammed Al-Hakim (Köping) | Norrköping Publik: 144 Domare: Mohammed Al-Hakim (Köping) |

| 25    | 20 augusti 2015 | Västerås SK                                     | 0000 3 – 3 (e.fl.)         | AFC United                                | Swedbank Park                                             |                                                           |
| 19:00 | 19:00           | Salimi 10′ Safari 90′ (str.) Ekroth 114′ (str.) | (1–0) Rapport              | 57′ Omeje 80′ Polo 103′ Eddahri           | Västerås Publik: 1 900 Domare: Björn Särnbrink (Huddinge) | Västerås Publik: 1 900 Domare: Björn Särnbrink (Huddinge) |
| 19:00 | 19:00           |                                                 |                            |                                           | Västerås Publik: 1 900 Domare: Björn Särnbrink (Huddinge) | Västerås Publik: 1 900 Domare: Björn Särnbrink (Huddinge) |
| 19:00 | 19:00           | Ekroth S. Johansson Garcia Mi. Gustafsson Hägg  | Straffsparksläggning 3 – 4 | El Kabir Eddahri Smedjegården Omeje Rogic | Västerås Publik: 1 900 Domare: Björn Särnbrink (Huddinge) | Västerås Publik: 1 900 Domare: Björn Särnbrink (Huddinge) |

| 26    | 20 augusti 2015 | Trelleborgs FF | 1 – 2         | Halmstads BK           | Vångavallen                                           |                                                       |
| 19:00 | 19:00           | Jovanović 45′  | (1–0) Rapport | 59′ Rusike 69′ Maholli | Trelleborg Publik: 652 Domare: Kaspar Sjöberg (Malmö) | Trelleborg Publik: 652 Domare: Kaspar Sjöberg (Malmö) |
| 19:00 | 19:00           |                |               |                        | Trelleborg Publik: 652 Domare: Kaspar Sjöberg (Malmö) | Trelleborg Publik: 652 Domare: Kaspar Sjöberg (Malmö) |
| 19:00 | 19:00           |                |               |                        | Trelleborg Publik: 652 Domare: Kaspar Sjöberg (Malmö) | Trelleborg Publik: 652 Domare: Kaspar Sjöberg (Malmö) |

| 27    | 20 augusti 2015 | IS Halmia                  | 0000 1 – 1 (e.fl.) | Kalmar FF     | Örjans vall                                               |                                                           |
| 19:00 | 19:00           | Selmani 9′                 | (1–1) Rapport      | 31′ Antonsson | Halmstad Publik: 308 Domare: Fredrik Klitte (Helsingborg) | Halmstad Publik: 308 Domare: Fredrik Klitte (Helsingborg) |
| 19:00 | 19:00           |                            |                    |               | Halmstad Publik: 308 Domare: Fredrik Klitte (Helsingborg) | Halmstad Publik: 308 Domare: Fredrik Klitte (Helsingborg) |
| 19:00 | 19:00           | Straffsparksläggning 2 – 4 |                    |               | Halmstad Publik: 308 Domare: Fredrik Klitte (Helsingborg) | Halmstad Publik: 308 Domare: Fredrik Klitte (Helsingborg) |

| 28    | 20 augusti 2015 | Norrby IF                            | 0000 3 – 3 (e.fl.) | Gais                                 | Borås Arena                                           |                                                       |
| 19:00 | 19:00           | Yarsuvat 13′, 89′ Ekvall 105′ (str.) | (1–0) Rapport      | 60′ Ayarna 78′ Cadogan 109′ Lundgren | Borås Publik: 564 Domare: Mikael Eriksson (Huskvarna) | Borås Publik: 564 Domare: Mikael Eriksson (Huskvarna) |
| 19:00 | 19:00           |                                      |                    |                                      | Borås Publik: 564 Domare: Mikael Eriksson (Huskvarna) | Borås Publik: 564 Domare: Mikael Eriksson (Huskvarna) |
| 19:00 | 19:00           | Straffsparksläggning 5 – 6           |                    |                                      | Borås Publik: 564 Domare: Mikael Eriksson (Huskvarna) | Borås Publik: 564 Domare: Mikael Eriksson (Huskvarna) |

| 29    | 20 augusti 2015 | Lunden Överås        | 1 – 8         | Helsingborgs IF                                                              | Överåsvallen                                             |                                                          |
| 19:00 | 19:00           | Walberg Wesström 90′ | (0–4) Rapport | 7′, 9′ Prica 33′, 43′ Bojanic 51′, 89′ J. Larsson 54′ Lindström 74′ Smárason | Göteborg Publik: 1 025 Domare: Antti Kanerva (Olofstorp) | Göteborg Publik: 1 025 Domare: Antti Kanerva (Olofstorp) |
| 19:00 | 19:00           |                      |               |                                                                              | Göteborg Publik: 1 025 Domare: Antti Kanerva (Olofstorp) | Göteborg Publik: 1 025 Domare: Antti Kanerva (Olofstorp) |
| 19:00 | 19:00           |                      |               |                                                                              | Göteborg Publik: 1 025 Domare: Antti Kanerva (Olofstorp) | Göteborg Publik: 1 025 Domare: Antti Kanerva (Olofstorp) |

| 30    | 20 augusti 2015 | Assyriska BK | 0 – 4         | Falkenbergs FF                                 | Ruddalens IP                                            |                                                         |
| 19:00 | 19:00           |              | (0–1) Rapport | 33′ Sjöstedt 55′ Mustafa 70′ Jacobsen 78′ Vall | Göteborg Publik: 300 Domare: Magnus Lindgren (Göteborg) | Göteborg Publik: 300 Domare: Magnus Lindgren (Göteborg) |
| 19:00 | 19:00           |              |               |                                                | Göteborg Publik: 300 Domare: Magnus Lindgren (Göteborg) | Göteborg Publik: 300 Domare: Magnus Lindgren (Göteborg) |
| 19:00 | 19:00           |              |               |                                                | Göteborg Publik: 300 Domare: Magnus Lindgren (Göteborg) | Göteborg Publik: 300 Domare: Magnus Lindgren (Göteborg) |

| 31    | 26 augusti 2015 | BK Forward              | 2 – 1         | Åtvidabergs FF | Trängens IP                                          |                                                      |
| 18:00 | 18:00           | Björndahl 9′ Näfver 31′ | (2–1) Rapport | 27′ Kujović    | Örebro Publik: 300 Domare: Ozan Camlibel (Stockholm) | Örebro Publik: 300 Domare: Ozan Camlibel (Stockholm) |
| 18:00 | 18:00           |                         |               |                | Örebro Publik: 300 Domare: Ozan Camlibel (Stockholm) | Örebro Publik: 300 Domare: Ozan Camlibel (Stockholm) |
| 18:00 | 18:00           |                         |               |                | Örebro Publik: 300 Domare: Ozan Camlibel (Stockholm) | Örebro Publik: 300 Domare: Ozan Camlibel (Stockholm) |

| 32    | 8 november 2015 | Götene IF | 0 – 5           | Malmö FF                                | Västerby IP                                            |                                                        |
| 13:00 | 13:00           |           | (0 – 3) Rapport | 1′, 10′ Rodic 45′, 86′ Berget 87′ Kroon | Götene Publik: 4 036 Domare: Joakim Östling (Göteborg) | Götene Publik: 4 036 Domare: Joakim Östling (Göteborg) |
| 13:00 | 13:00           |           |                 |                                         | Götene Publik: 4 036 Domare: Joakim Östling (Göteborg) | Götene Publik: 4 036 Domare: Joakim Östling (Göteborg) |
| 13:00 | 13:00           |           |                 |                                         | Götene Publik: 4 036 Domare: Joakim Östling (Göteborg) | Götene Publik: 4 036 Domare: Joakim Östling (Göteborg) |